# Natalie Zimmermann
Natalie Zimmermann (* 18. September 1982 in Neustadt in Holstein) ist eine deutsche Profi-Boxerin und wurde 2023 WIBF-Weltmeisterin im Superleichtgewicht.

## Leben und Karriere
Zimmermann wurde als Tochter eines Schäfers in Ostholstein geboren und ist ausgebildete Physiotherapeutin. Das Interesse am Kampfsport wurde mit 20 Jahren durch den Film Die Akte Jane geweckt. Mit 26 Jahren gab sie ihre Stelle an einem Krankenhaus in Neustadt auf und zog nach Hamburg. Dort führte sie ab 2010 ein eigenes Fitnessstudio und widmete sich sportlich zunächst Taekwondo, wo sie es bis Platz 4 bei der Deutschen Meisterschaft brachte. Danach wechselte sie zum Kickboxen, wo sie 7 Jahre lang der Nationalmannschaft angehörte und in dieser 2019 in Antalya Vizeweltmeisterin wurde. Im gleichen Jahr wandte sie sich dem Profi-Boxsport zu, mit 37 Jahren ein außergewöhnlicher Schritt, der auch durch den Kontakt zum Sportmanager Bernd Bönte zu Stande kam. Seit Jahren ist sie in ihrem Ursprungsberuf nur noch als Personal Trainer von Udo Lindenberg tätig, der sie auch sponsort. Zimmermann ist ansonsten als Gesundheitscoach und im Marketing tätig. Sie lebt in der spanischen Stadt Benidorm.
Am 1. September 2023 besiegte Zimmermann bei der WIBF-Weltmeisterschaft in der Gewichtsklasse Superleichtgewicht in der Stadthalle Gütersloh die Ungarin Edina Kiss nach Punkten.